# Route nationale 12 (Maroc)
Pour les articles homonymes, voir N12 et Route nationale 12.
La route nationale 12 ou N12 relie Berrechid à Tinghir. Elle fait 404 km de long. Elle passe principalement par Khouribga, Oued Zem, Fkih Ben Saleh, El Ksiba, Imilchil, Ait Hani pour arriver à Tinghir. 
Le projet d'élargissement de cette route a été initié avec le programme de connexion du sud-est avec l'autoroute Beni-Mellal Casablanca.
Sur environ la moitiée de sa longueur, elle est de largeur standard mais sur certains bouts notamment entre Ait-Hani et Tinghir elle est encore étroite et endommagée

## Description
Avant la nouvelle numérotation appliquée par le gouvernement en Mai 2018, l'ancienne N12 reliait la ville Sidi Ifni à la ville de Rissani en passant principalement par Guelmim , Assa , Zag , Tata et Zagora. 
Depuis la nouvelle numérotation l'ancienne N12 est reprise en partie par la N21 entre Guelmim et Assa et la N17 entre Zag et Rissani.
Depuis, la nouvelle numérotation de la N12 possède un tracé complètement inédit où elle reprend en partie l'ancienne N11 entre Berrechid et Oued Zem , l'ancienne 312 qui reliait Oued Zem à Kasba Tadla en passant par Bejaâd , l'ancienne 317 qui reliait El Ksiba à Agoudal et enfin l'ancienne 703 qui reliait Agoudal à Tinghir. 

## Tracé

### Tronçon Berrechid - Kasba Tadla
Le tronçon séparant la ville de Berrechid à Kasba Tadla est long de 168 km , elle passe par les villes de Loulad , de Khouribga et de Bejâad. Il est aménagé en 2x1 voies en majorité. 
- Berrechid (Court tronçon de 3 km en 2x2 voies sous la forme d'avenue urbaine)
- Intersection et début du court tronc commun de 1 km avec la N9 : Mohammédia / Settat / Marrakech
- Intersection et début de la 318 : El Jadida
- Intersection et fin du court tronc commun de 1 km avec la N9 : Mohammédia / Settat / Marrakech
- Échangeur entre N12 et A3 : Casablanca / Settat / Marrakech / Agadir
- Intersection avec la N23 : Bouznika / Benslimane / Demnate / Ouarzazate
- Loulad
- Khouribga
- Intersection et début de la 403 : Tamesna et début de la 312 : Fkih Ben Salah / Béni Mellal
- Boujniba
- Bir Mezoui
- Intersection : Circuit Sidi Daoui de Oued Zem
- Oued Zem (Court tronçon de 3 km en 2x2 voies sous la forme d'avenue urbaine)
- Intersection avec la N25 : Ezzhiliga / Fkih Ben Salah / Rommani / Demnate
- Échangeur entre N12 et A4 : Béni Mellal / Khouribga / Berrechid
- Bejaâd
- Intersection et début de la 710 : Khénifra
- Intersection et début de la 310 : Fkih Ben Salah
- Kasba Tadla

### Tronçon Kasba Tadla - Tinghir
Le dernier tronçon de la N12 sépare la ville de Kasba Tadla à Tinghir d'une distance totale de 265 km et  aménagé en 2x1 voies. La route rencontre quelques particularités tel que son étroitesse causant des endommagements entre Aït-Hani et Tinghir. Cela est aussi dû au fait que cette route était une route régionale.
- Kasba Tadla
- Intersection et début du tronc commun de 57 km avec la N8 : Béni Mellal / Khénifra / El Kelâat des Sraghna / Marrakech
- Intersection et début de la 308 : Fkih Ben Salah / Settat
- El Ksiba
- Intersection et début de la 306 : Bin el-Ouidane
- Imilchil
- Agoubal
- Intersection et début de la 704 : Boumalne-Dadès
- Aït Hani
- Tamtetoucht
- Gorges du Todra
- Intersection avec la N10 : Ouarzazate / Boumalne Dadès / Errachidia
- Tinghir

Fin de la N12